# Bedřichov, Blansko
Bedřichov là một làng thuộc huyện Blansko, vùng Jihomoravský, Cộng hòa Séc.